# 云山路站
云山路站位于上海浦东新区张杨路和云山路交汇处，为上海轨道交通6号线和上海轨道交通14号线的换乘站。6号线站台于2007年12月29日启用，沿张杨路布置，为地下侧式站台，车站以粉紅色作為佈置的主要色彩。14号线站台于2021年12月30日启用，沿云山路布置，为地下島式站台。两部分车站站厅通过通道连接。车站共有8个出入口。

## 车站构造
本站6号线部分为侧式车站，14号线部分为岛式车站，两条线路通过站厅换乘。

### 车站楼层
| 地面层   | 出入口             | 1-8出入口                        |  |  |
| 地下一层 | 6号线站厅          | 票务服务、自动售票机、人工服务台 |  |  |
| 地下二层 | 14号线站厅         | 票务服务、自动售票机、人工服务台 |  |  |
|          | 侧式站台，右侧开门 |                                  |  |  |
|          |                    | █ 6号线 往东方体育中心（德平路） |  |  |
|          |                    | █ 6号线 往港城路（金桥路）       |  |  |
|          | 侧式站台，右侧开门 |                                  |  |  |
| 地下三层 | ③站台              | █ 14号线 往封浜（歇浦路）        |  |  |
|          | 岛式站台，左侧开门 |                                  |  |  |
|          | ④站台              | █ 14号线 往桂桥路（蓝天路）      |  |  |

## 车站出口
云山路站共有8个出入口，其中1-4号口连通6号线站厅，5-8号口连通14号线站厅。因6号线仅可在付费区内换向，1-2、3-4、5-8号出入口在非付费区不相连通，各出入口如下所示：
| 出口编号            | 出口指示         | 照片           |
| 连通 6号线站厅      | 连通 6号线站厅   | 连通 6号线站厅 |
| ------------------- | ---------------- | -------------- |
| 1 · 出口            | 金口路           |                |
| 2 · 出口            | 云山路           |                |
| 3 · 出口 · （设有） | 云山路           |                |
| 4 · 出口            | 金口路           |                |
| 连通 14号线站厅     |                  |                |
| 5 · 出口            | 张杨路，云山路   |                |
| 6 · 出口            | 张杨路，云山路   |                |
| 7 · 出口            | 云山路，博山东路 |                |
| 8 · 出口 · （设有） | 云山路，博山东路 |                |
| 图例： 设有         |                  |                |